# Денифле, Фридрих Генрих
Генрих Денифле, полное имя Фридрих Генрих Сузо Денифле (нем. Friedrich Heinrich Suso Denifle; род. 16 января 1844 в Имсте; ум. в Мюнхене 10 июня 1905) — австрийский учёный монах-доминиканец, популярный проповедник и историк Католической церкви; знаток средневековой мистики.

## Биография
Родился в Имсте (Северный Тироль) в 1844 году. С 22 сентября 1861 года — в монастыре Сант-Анны в Граце, где прибавил себе имя Генриха Сузо (немецкого богослова-мистика; 1297—1366) и принял постриг 5 октября 1862. Был рукоположен в священники 22 июля 1866 года в Грацском соборе.
Был преподавателем богословия в грацском доминиканском монастыре и популярным проповедником. Лектор (с 1870) и профессор (c 1876) Грацского университета. С начала 1870-х публиковал научные статьи, а в 1873 году издал сборник почти на 500 страниц из 2500 текстов немецких мистиков XIV века, в частности Таулера и Сузо, удостоившийся девяти изданий на языке оригинала и многочисленных переводов на многие европейские языки, включая чешский, хорватский и фламандский.
В 1880 году стал помощником генерала доминиканского ордена в Риме, а затем, в 1883 году, архивариусом в архивах Ватикана.
Его учёные труды относятся главным образом к «Сумме теологии» Фомы Аквинского и к средневековым мистикам; он убедился, что последние находились в теснейшей связи со схоластиками. Живя в Риме, Денифле стоял во главе предпринятого папой Львом XIII издания сочинений Фомы Аквинского.
Почётные звания: член-корреспондент французской Академии надписей и изящной словесности (с 1897); немецкой Гёттингенской академии наук и почётный доктор Ягеллонского университета.

## Основные труды
- «Die Katholische Kirche und das Ziel der Menschheit» (Грац, 1872),
- «Das geistliche Leben. Eine Blumenlese aus den deutschen Mystikern des XIV J.» (Грац, 1873; 8-е изд. 1880),
- «Der Gottesfreund im Oberlande und Nicolaus von Basel» (Мюнхен, 1875),
- «Bekehrung Taulers kritisch untersucht» (Страсбург, 1879),
- «Das Buch v. geistlicher Armut» (Мюнхен, 1877).